# Standardization Agreement
Standard Agreement (Stanag) är en uppsättning standardiseringsdokument som reglerar i stort sett allt avseende materiel, metoder, design med mera, som rör militära enheter från nationer som antingen är Nato-medlemmar eller på annat sätt samverkar med Nato. Många Stanag bygger på olika civila standarder som exempelvis ISO.
Stanag publiceras på engelska och franska.